# Dênkard
De Dênkard (‘handelingen van de religie’) is een van de zoroastrische encyclopedie die in de 9e eeuw werd geschreven in het Middelperzisch. Het werk behoort tot de Pahlavi-boeken en is daarvan het grootste. Het bestaat uit zes boeken maar is onvolledig overgeleverd. De Dênkard werd niet in een keer in zijn huidige vorm geconcipieerd, maar groeide in de loop der tijd. De eindredactie wordt toegeschreven aan twee priesters, Âdurfarnbag î Farroxzâdân en Âdurbâd î Êmêdân.
De Dênkard is een globaal gezien ongestructureerde encyclopedie die bestaat uit diverse oudere (Sassanidische) teksten die door verschillende auteurs zijn bewerkt. Boek 1, boek 2 en het begin van boek 3 zijn verloren gegaan. Boeken 3 tot en met 5 zijn voornamelijk van apologetische aard, met onder andere voorschriften en antwoorden op vragen van ketters. Boek 3 beslaat bijna de halve Dênkard en behandelt op filosofisch-rationele wijze kosmische dualiteit, het complementaire karakter van de verschillende religies, en een analyse van deugden en zonden en het lot van de ziel in het hiernamaals. Boek 4 is het kortst en gaat vooral over inhoudelijke kennis van het zoroastrisme, gebruiken, kunsten en wetenschap. Ook komen echter de geneeskunde en de overlevering van de Avesta aan bod. Boek 6 hangt er los aan als een verzameling van moraliserende wijsheden. Boeken 7-9 zijn over het algemeen van exegetisch-theologische aard. Boek 7 bevat een universele geschiedenis, inclusief legendes over Zarathustra. De historiciteit is echter onbetrouwbaar. Boek 8 bevat een samenvatting van en commentaar op 19 delen (nasks) uit de Avesta, waarvan sommige niet langer bestaan in het Avestisch. Boek 9 bevat exegetisch commentaar op Avesta-teksten.

## Overlevering
Het werk werd geschreven als reactie op de toenemende moslimdominantie in Iran en om essentiële stukken van heilige geschriften veilig te stellen. In de 9e eeuw compileerde hogepriester Âdurbâd î Êmêdân de Dênkard, die hij doorgaf aan zijn zoon Zardosh. Nadien raakte het werk beschadigd. In de 10e eeuw reconstrueerde Âdurbâd î Êmêdân de Dênkard. Er bestaan nog enkele handschriften van, maar er is slechts één handschrift met bijna de gehele Dênkard overgeleverd en dateert uit 1659, bewaard in Mumbai, India. Edities en vertalingen zijn verschenen sinds de tweede helft van de 19e eeuw.